# Угода
Угода — домовленість громадян і організацій стосовно встановлення, зміни або припинення цивільних прав або обов'язків. Угоди можуть бути односторонніми і дво- чи багатосторонніми (договір).
Дії як юридичні факти завжди мають вольовий характер і поділяються на правомірні й неправомірні. Угоди — це вольові і правомірні дії, безпосередньо спрямовані на досягнення правового результату, а саме: на встановлення, зміну або припинення цивільних прав та обов'язків.
В угоді виявляється воля її учасників, яка має пізнаватися іншими особами, а тому повинна бути виражена, виявлена зовні. Зовнішній вияв волі називається волевиявленням. Це — суть угоди. Без волевиявлення немає угоди. Іноді для укладення угоди, крім волевиявлення, необхідно вчинити фактичні дії. Наприклад, для укладення угод позики необхідні не лише взаємне волевиявлення позикодавця і позичальника, а й фактична передача майна, визначеного родовими ознаками.
Угода умовна — угода, за якої один з учасників має право відмовитися від виконання своїх зобов'язань, сплативши другому певну премію. Ціль — обмежити втрати від коливань курсів під час термінових біржових операцій. Залежно від того, хто з учасників і як має право на зміну умов угоди, розрізняють: угоди з попередньою премією, угоди зі зворотною премією, опціон, стелаж.
Мирна угода — міжнародна угода, між двома або більше сторонами, які перебували у стані війни (збройного конфлікту), на підставі якої відновлюються офіційні відносини, фіксуються територіальні зміни, розв'язуються політичні, військові, економічні та інші питання. Підлягає обов'язковій ратифікації.

## В Україні
Угода — поняття, яке використовувалося у цивільному законодавстві України до прийняття у 2003 році нового Цивільного кодексу України. Наразі замість терміна «угода» використовується термін «правочин». Правочинам присвячена глава 16 Цивільного кодексу України. Так, нею визначено, що правочином є дія особи, спрямована на набуття, зміну або припинення цивільних прав та обов'язків. Правочини можуть бути односторонніми і та дво- чи багатосторонніми (договір).
Дії як юридичні факти завжди мають вольовий характер і поділяються на правомірні й неправомірні. Угоди —(договори). Одностороннім правочином є дія однієї сторони, яка може бути представлена однією або кількома особами. Дво- чи багатостороннім правочином є погоджена дія двох або більше сторін.
Поняття договору є більш звуженим і входить до поняття «правочин». Регулюється главою 52 Цивільного кодексу України. Так, нею визначено, що договором є домовленість двох або більше сторін, спрямована на встановлення, зміну або припинення цивільних прав та обов'язків. Договір є одностороннім, якщо одна сторона бере на себе обов'язок перед другою стороною вчинити певні дії або утриматися від них, а друга сторона наділяється лише правом вимоги, без виникнення зустрічного обов'язку щодо першої сторони. Договір є двостороннім, якщо правами та обов'язками наділені обидві сторони договору. До договорів, що укладаються більш як двома сторонами (багатосторонні договори), застосовуються загальні положення про договір, якщо це вольові і правомірні дії, безпосередньо спрямовані на досягнення правового результату, а саме: на встановлення, зміну або припинення цивільних прав та обов'язків.
В угоді не суперечить багатосторонньому характеру цих договорів. Договір є відплатним, якщо інше не встановлено договором, законом або не випливає із суті договору.
Дії як юридичні факти завжди мають вольовий характер і поділяються на правомірні й неправомірні.
Закон (ст. 205 Цивільного кодексу України) допускає різні форми зовнішнього вияву волі (волевиявлення): словами (усно), письмовим актом, поведінкою особи. В останньому випадку йдеться про конклюдентні дії (від лат. conclude — укладаю, роблю висновок), тобто дії, у яких втілюється воля особи укласти угоду.